# Grammotaulius signatipennis
Grammotaulius signatipennis – gatunek chruścika z rodziny bagiennikowatych (Limnephilidae). Larwy budują przenośne domki z fragmentów detrytusu i fragmentów roślin wodnych.
Gatunek północnopalearktyczny, występuje w Fennoskandii, na środkowych i zachodnich równinach Europy. Masowo zasiedla tundrowe torfowiska, różnego typu kałuże z suchymi trawami. Larwy spotykane w strumieniach, rzekach i jeziorach. Limneksen, preferuje zbiorniki turzycowiskowe, wiosenne.
Jakkolwiek zebrane larwy w Polsce (okolice Mikołajek) zgodne są z opisem Grammotailius signatipennis podanym przez Lepnevą (1966), to bogaty materiał z drobnych zbiorników sugeruje, iż mogą być to inaczej ubarwione larwy Grammotaulius nitidus. Ostateczne wyjaśnienie będzie możliwe po przeprowadzeniu hodowli w warunkach laboratoryjnych lub złowieniu imago. Larwy złowiono w jez. Skanda w Glycerii, w jez. Mikołajskim, bardzo licznie w zanikającym jeziorku koło Pasymia.